# Tony Warner
Anthony Randolph Warner (Liverpool, Inglaterra, 11 de mayo de 1974) es un exfutbolista y entrenador trinitense, de origen inglés. Es entrenador de porteros en el Reading desde julio de 2022.
Como futbolista jugaba de portero, y fue internacional por Trinidad y Tobago en dos ocasiones.

## Clubes

### Como jugador
| Club                      | País          | Año       |
| ------------------------- | ------------- | --------- |
| Liverpool                 | Inglaterra    | 1994-1999 |
| Swindon Town (préstamo)   | Inglaterra    | 1997      |
| Celtic (préstamo)         | Escocia       | 1998-1999 |
| Aberdeen (préstamo)       | Escocia       | 1999      |
| Millwall                  | Inglaterra    | 1999-2004 |
| Cardiff City              | Gales         | 2004-2006 |
| Fulham (préstamo)         | Inglaterra    | 2005-2006 |
| Fulham                    | Inglaterra    | 2006-2008 |
| Leeds United (préstamo)   | Inglaterra    | 2006      |
| Norwich City (préstamo)   | Inglaterra    | 2007      |
| Barnsley (préstamo)       | Inglaterra    | 2008      |
| Hull City                 | Inglaterra    | 2008-2010 |
| Leicester City (préstamo) | Inglaterra    | 2009      |
| Charlton Athletic         | Inglaterra    | 2010      |
| Leeds United              | Inglaterra    | 2010      |
| Scunthorpe United         | Inglaterra    | 2010      |
| Tranmere Rovers           | Inglaterra    | 2011      |
| Wellington Phoenix        | Nueva Zelanda | 2011-2012 |
| Floriana                  | Malta         | 2012-2013 |
| Blackpool                 | Inglaterra    | 2013-2014 |
| Accrington Stanley        | Inglaterra    | 2015      |
| Accrington Stanley        | Inglaterra    | 2018-2019 |

### Como entrenador de porteros
| Club               | País       | Año           |
| ------------------ | ---------- | ------------- |
| Chennaiyin FC      | India      | 2017-2018     |
| Accrington Stanley | Inglaterra | 2018-2022     |
| Reading            | Inglaterra | 2022-presente |

## Palmarés

### Como jugador

#### Campeonatos nacionales
| Título              | Club        | País       | Año  |
| ------------------- | ----------- | ---------- | ---- |
| Football League One | Millwall FC | Inglaterra | 2001 |